# Blondie’s Big Deal
Blondie’s Big Deal ist eine US-amerikanische Filmkomödie in Schwarz-weiß aus dem Jahr 1949. Regie führte Edward Bernds, das Drehbuch schrieb Lucile Watson Henley nach den Comics von Chic Young. Die Hauptrollen spielten Penny Singleton und Arthur Lake. Blondie’s Big Deal ist der fünfundzwanzigste Blondie-Film.

## Handlung
Dagwood Bumstead entwickelt eine Farbe, die alles, was mit ihr gefärbt wird, feuerfest machen soll. Sein Sohn Alexander wollte ihm dabei helfen, ist aber gerade dabei, mit Freunden eine Turnhalle zu renovieren. Daher sucht Dagwood die Halle auf. Dort wird ihm Alexanders neuer Freund Rollo vorgestellt. Da Dagwood damit angibt, ein guter Boxer zu sein, gerät er in einen Boxkampf mit Rollo, den er haushoch verliert. Wieder zu Hause, stellt sich heraus, dass die Farbe perfekt funktioniert: Nichts, was damit gefärbt wurde, kann Feuer fangen, auch kein Papier. In der Firma ist Dagwoods Chef George Radcliffe sehr daran interessiert, das geplante Schulhaus bauen zu dürfen, ein Auftrag bei dem die Firma Dillon & Slack der Hauptkonkurrent ist. Dagwood ist überzeugt, dass seine Farbe ideal für diesen Auftrag wäre, er braucht aber einige Zeit, um Radcliffe davon zu überzeugen. Auch Mr. Forsythe von der Schulbehörde ist skeptisch und fordert eine Demonstration an einem echten Gebäude. Nach kurzer Diskussion wird Radcliffes Fischerhütte als Versuchsobjekt ausgewählt. Durch die Ankündigung der Demonstration in der Tageszeitung werden auch Dillon & Slack darauf aufmerksam und erkennen, dass sie keine Chance mehr hätten, wenn sie gelingt. Daher gibt Harry Slack Dagwoods Frau Blondie gegenüber als Vertreter einer Feuerversicherung aus und bietet seine Hilfe an, die gerne angenommen wird. Dabei gelingt es Slack, Dagwoods Farbe mit einer anderen zu vertauschen. Daher brennt die Hütte bei der Demonstration ab, genauso wie der lange Bart des Bürgermeisters A. K. Ramsay, der die Ehre hatte, das Feuer anzuzünden.
Blondie und Dagwood können das nicht fassen. Rollo, der die Farbe getestet und die Demonstration miterlebt hatte, glaubt dagegen an Betrug und ermittelt schnell, dass es die Feuerversicherung, auf die sich Slack bezog, nicht gibt und auch nie gegeben hat. Er schlägt vor, Blondie bei Dillon & Slack einzuschleusen. Dies ermöglicht er mit einem gefälschten Telegramm an die Sekretärin der Firma, Norma Addison, das diese zur Teilnahme an einer Radiovorstellung, bei der sie unbedingt teilnehmen will, einlädt. Addison kündigt umgehend, sodass sich Blondie für die Stelle bewerben kann und sofort genommen wird. Bald hört sie ein Gespräch, in dem Dillon und Slack über ihre weiteren Pläne mit der Farbe diskutieren. Sie wollen sie von einem Labor untersuchen lassen, dann mehr davon erzeugen und sie in ihrer Bewerbung für das Schulhaus verwenden. Außerdem planen sie, Dagwood zu verklagen, weil er ihre Idee gestohlen habe. Da Blondie damit beauftragt wird, einen der zwei Eimer ins Labor bringen zu lassen, kann sie ihn Rollo übergeben. Damit überzeugen sie Radcliffe von dem Betrug, Forsythe ist dagegen weiterhin von der Ehrenhaftigkeit von Dillon & Slack überzeugt. Blondie soll auf einen Vorschlag Rollos hin auch den zweiten Eimer austauschen. Dabei wird sie erwischt, auch weil die nächste Demonstration bereits für den Nachmittag geplant ist.
Dillon und Slack fesseln Blondie und lassen sie im Büro zurück, während sie sich zur Demonstration in Forsythes Büro aufmachen. Daran nehmen neben dem gut vorbereiteten Leiter der Feuerwehr auch Radcliffe, Dagwood und Rollo teil. Die sind von dem kommenden Fehlschlag überzeugt, weil Dillon ohne es zu wissen das Signal, das Blondie Rollo im Erfolgsfall schicken sollte, ausgelöst hat. Die Demonstration funktioniert wie von Dillon und Slack erhofft. Allerdings kommt Norma Addison nach ihrem Erfolg bei der Radiovorstellung noch einmal in die Firma und befreit Blondie. So erreicht Blondie das Büro kurz danach und wirft Dillon und Slack erneut den Betrug vor. Die widersprechen dem, doch hat Blondie damit gerechnet und kann nun eine Tonbandaufnahme von dem Gespräch der beiden über das Thema abspielen. So beauftragt Forsythe Radcliffes Firma mit dem Bau des Schulhauses. Dabei schleichen Dillon und Slack davon. Als auffällt, dass die beiden fehlen, wollen alle sie verfolgen. Blondie meint dazu nur, dass sie auch dies vorhergesehen habe, und die Polizei bereits vor dem Gebäude auf die beiden Betrüger wartet.
Running Gag mit dem Briefträger
Der Briefträger bewegt sich vorsichtig zum Haus der Bumsteads, doch hat Dagwood einen freien Tag. Also beruhigt er sich. Wenige Tage später wird er erneut von Dagwood niedergerannt und zudem mit der neuen Farbe überschüttet. Also wird er wieder vorsichtiger, wird aber erneut durch Dagwood begrüßt. Als er danach den Weg zum Haus betritt, muss Blondie eilig ins Büro…

## Hintergrund
Verantwortlicher Artdirector war Perry Smith. Für das Szenenbild war George Montgomery verantwortlich.
Blondie’s Big Deal wurde vom 8. bis zum 25. September 1948 gedreht. Wie Boxoffice berichtete, feierte die Produktion zu dieser Zeit das zehnjährige Jubiläum der Serie. Nicht nur die Hauptrollen seien noch die gleichen wie im ersten Film, sondern auch die Filmsets für das Innere und das Äußere des Hauses der Bumsteads. Außerdem sei das bereits der 26. Film der Serie. Tatsächlich ist es der 25.
Am 10. März 1949 wurde Blondie’s Big Deal veröffentlicht. Der Film wurde von Columbia Pictures produziert und vertrieben. Über eine deutschsprachige Aufführung ist nichts bekannt.

## Kritiken
Blondie’s Big Deal wird vor allem mit den anderen Filmen der Serie verglichen und schneidet dabei ganz gut ab. In den zeitgenössischen Kritiken wird der Film mindestens dem Durchschnitt zugeordnet, meist etwas besser. Die Kritik in der Variety meint ebenfalls, der Film sei über dem Durchschnitt der Folgen. Neuere Kritiken vergleichen eher mit den letzten Folgen und heben ihn deswegen etwas mehr hervor, er sei fraglos besser als alle folgenden Filme. Der Anfang des Films sei vielversprechend, allerdings enttäusche das antiklimaktische Ende.
Die Variety sagte Blondie’s Big Deal Erfolg voraus, wie auch der Exhibitor. Die Kritik in Harrison’s Report widersprach dem. Es möge zwar Leute geben, die über die abgebrannte Hütte und den Bart des Bürgermeisters lachen, doch sei diese Szene, wie auch die anderen im Film, zu lächerlich, um von Menschen mit Verstand, egal wie wenig, genossen zu werden. Die Leistungen von Penny Singleton und Arthur Lake werden gelobt, sie seien wie immer kompetent und gut. Viel Applaus erhielt auch Alan Dineheart, er sei natürlich, und seine Rolle gebe der Geschichte einen neuen Dreh. Weitere Darsteller werden namentlich oder in ihrer Gesamtheit gelobt. Dies werden auch der neue Produzent Ted Richmond, Regisseur Edward Bernds und die Kamera.